# Parangitia guanacaste
Parangitia guanacaste là một loài bướm đêm trong họ Noctuidae.